# Santa Gioconda
Gioconda de Roma ( ? - 107) fue una joven religiosa, virgen y mártir romana, que fue sepultada en la Catacumba de Ciriaco.  

## Los restos
Se notó el milagro de que su cuerpo permaneciera incorrupto, a pesar de haber sido muy dañado por las torturas y el martirio.
No confundir con la Gioconda de Reggio Emilia, sepultada en la pequeña localidad de Verano, Italia, en los Alpes cerca de Austria, cuyas reliquias estaban destinadas primeramente a la aldea de Rimella, situada más al oeste. 
El culto se remonta al menos a 1144, año en el que se habrían encontrado sus reliquias. Sus reliquias vinieron de Roma a Novara, gracias al interés de José Antonio Molino, que llegó a tener la posesión a través de monseñor Giuseppe María Luini, obispo de Pesaro y predicador apostólico, mismos que fueron llevados a la capilla de los frailes capuchinos, donde el padre Illuminato de Novara se hizo cargo de la limpieza y el arreglo dentro de la urna, junto con los restos de Agabio, el segundo obispo de la ciudad.
El 29 de abril de 1789, cuando el matrimonio del Archiduque y María Teresa de Austria, que tuvo lugar en Novara, el cuerpo del santo obispo, fue trasladado para guardarlo en el nuevo altar en la catedral; la urna usada exclusivamente para esa ocasión, fue adquirida por Miguel Tesseri de Rimella y fue diseñada por él, para contener los restos de Gioconda.
La llegada de la santa a la comunidad Walser del Val Mastallone que se produjo del 27 al 29 de junio de 1790, en un ambiente de fiesta, que duró tres días, donde participaron los sacerdotes del valle, con una delegación de la catedral, los músicos de la Basílica de San Gaudenzio y de algunos predicadores famosos de ese período, entre los que se encuentra la figura de Fray Felipe Reale, natural del lugar, que celebró la oración oficial al final de las festividades.
El culto a Gioconda estaba muy vivo, especialmente entre la gente de Rimini que, por motivos de trabajo, emigró a otro lugar, especialmente en Novara y Vigevano que dependían de su protección y constituían una asociación: el “Consorcio de Santa Gioconda”, cuyo objetivo era promover su culto; el estatuto tuvo la aprobación diocesana el 22 de marzo de 1902, con la firma del entonces Vicario general Callerio. El 1 de septiembre de 1842 se abrió la urna para proceder a la limpieza de la ropa que cubría los huesos, pero solo en 1903 llevó su cráneo a Milán para cubrirlo con cera y favorecer así su conservación.
El altar de San Roque, ya decorado por el pintor Lorenzo Peracino de Cellio, fue completamente renovado en 1860 con las donaciones del consorcio y fue dedicada a santa Gioconda, donde fue colocada la urna con los restos de Gioconda. La ampolla, que contiene la que se cree que conserva su sangre, estaba destinada al oratorio de la fracción Roncaccio Superior, lugar de origen de Giuseppe Antonio Molino, donante de las reliquias.
La tradición popular y el folclore pronto tomaron posesión de la figura del santa, con respecto a la cual surgieron algunos cuentos legendarios, modelados sobre los tópicos hagiográficos más recurrentes relacionados con el traslado de las reliquias. Se cuenta, sobre la llegada del cadáver que, el carro en el que viajaba, llegó al puente llamado "Dos Aguas", y equivocadamente tomó el camino a Fobello, los caballos, después de un corto recorrido, se detuvieron y nada parecía moverlos. Los compañeros tomaron la urna sobre sus hombros, pero de repente se había vuelto tan pesada que no pudieron continuar; tomando el camino a Rimella, los caballos continuaron rápidamente y la carga volvió a su peso natural. Una variante de la historia dice que un deslizamiento de tierra, había caído en el camino a Fobello, forzando a la procesión a desviarse hacia Rimella, quien había llegado a la iglesia de la aldea no podía continuar sin tener éxito en mover el carro; el hecho fue interpretado por Remus como el deseo de la santa de permanecer en ese lugar, con la renuncia de los vecinos de Fobello.
La fiesta en honor a Gioconda se celebra cada año el 15 de agosto, sin embargo, el evento de culto más característico a su respecto tiene lugar cada veinticinco años. En esta ocasión jubilar, la urna, extraída del compartimento en el que está contenida, está expuesta a la veneración de los fieles y llevada en procesión por las distintas aldeas que forman el municipio de Rimella, siguiendo cada vez un itinerario diferente.
El último traslado tuvo lugar en agosto de 2001 donde alrededor de 800 personas, en un lugar con sólo cien residentes, participaron en la procesión, durante la cual unos 40 hombres se turnaron para transportar la urna a la iglesia de San Gottardo en el pueblo homónimo.
El camino, a lo largo del cual se construyeron pacientemente decorados con luces y flores, fue iluminado por cientos de antorchas e iluminado por las tradicionales hogueras encendidas en los patios cercanos, un antiguo signo de participación en el grupo de aquellos que no estaban en la aldea por algún motivo.
Las reliquias, después de ser vigiladas durante la noche y visitadas por los fieles al día siguiente, fueron llevadas a la iglesia parroquial y colocadas, en su lugar habitual. 

## Gioconda de Reggio Emilia
Gioconda de Reggio Emilia, Italia, conocida también como Gioconda de Bujarrabal, que castellanizada sería Yocunda, Yucunda o Lucunda, nació en Alcalá de Henares en el siglo V. Su familia se trasladó a Reggio Emilia Italia donde parece haber crecido y fue discípula en la escuela de Próspero, obispo de Reggio Emilia, por 22 años quien la habría consagrado al Señor.
Es copatrona, venerada y en donde se conserva su cuerpo en la Iglesia de los San Pedro y San Próspero en Reggio Emilia, Italia, junto con los restos de San Próspero. No confundir con Gioconda de Roma.
Unos monjes benedictinos mantuvieron vivo el recuerdo de Próspero y Gioconda desde el año 1030, aunque otros dicen que en 1144. En la iglesia de San Pedro, un gran cuadro aparece junto a Pedro el Pescador. Una estatua de la santa atribuida a Nicola Sampolo (1580) está sobre la puerta lateral del coro de la Basílica de San Próspero.
En 2010 los restos fueron exhumados para ser analizados por arqueólogos y antropólogos forenses, sin resultados 10 años después.
Una reliquia (un pequeño huesecillo) de la santa fue llevado a Bujarrabal, en Guadalajara, España en 1671, donde hay una estatua de Santa Yocunda. El santoral se celebra el 25 de noviembre.

## Giocondo
Los Santorales de Gioconda y Giocondo, nombre que significa “la esposa alegre o jovial” en italiano se puede celebrar en memoria de varios santos en las siguientes fechas:
- 5 de enero, San Giocondo, mártir con otros compañeros en África.
- 6 de enero, San Giocondo, mártir en Sirmio.
- 9 de enero, San Jocondo, mártir con los santos Félix I, Segundo, Epicteto y Vitales en África bajo Decio.
- 18 de marzo, San Giocondo, mártir en Mauritania.
- 3 de julio, San Giocondo, mártir en Constantinopla.
- 21 de julio, San Giocondino, mártir en Troyes con otros compañeros.
- 27 de julio, Santa Gioconda, mártir en Nicomedia.
- 15 de agosto, Santa Gioconda, virgen y mártir en Roma.
- 14 de noviembre, San Giocondo, obispo de Bolonia y confesor.
- 25 de noviembre, Santa Gioconda, religiosa en Reggio Emilia.
- 14 de diciembre, San Jocondo, mártir en Reims durante la invasión de Atila.
- 30 de diciembre, San Giocondo, obispo de Aosta.